# Ronald Sibanda
Ronald Sibanda (ur. 29 sierpnia 1976) – zimbabwejski piłkarz grający na pozycji pomocnika.

## Kariera klubowa
Karierę piłkarską Sibanda rozpoczął w mieście Harare, w tamtejszym klubie Dynamos. W 1996 roku zadebiutował w jego barwach w zimbabwejskiej Premier League. W debiutanckim sezonie osiągnął swój pierwszy sukces w karierze, gdy zdobył Puchar Zimbabwe. Z kolei w 1997 roku wywalczył swoje pierwsze mistrzostwo kraju. W 1998 roku wystąpił z Dynamos w finale Ligi Mistrzów z ASEC Mimosas (0:0, 2:4).
W 1999 roku Sibanda odszedł do Zimbabwe Saints FC, a w 2001 roku został zawodnikiem AmaZulu Bulawayo. W 2003 roku wywalczył mistrzostwo Zimbabwe, a w 2006 roku wrócił do Dynamos Harare. W 2007 roku grał w Njube Sundowns Bulawayo, a następnie podpisał kontrakt z botswańskim Uniao Flamengo Santos FC. W 2009 roku zdobył z nim Puchar Botswany.

## Kariera reprezentacyjna
W reprezentacji Zimbabwe Sibanda zadebiutował w 1996 roku. W 2004 roku podczas Pucharu Narodów Afryki 2004 wystąpił w jednym spotkaniu, z Algierią (2:1). W 2006 roku był rezerwowym podczas Pucharu Narodów Afryki 2006 i nie rozegrał żadnego meczu.